# Saurita
Saurita is een geslacht van vlinders uit de familie van de spinneruilen (Erebidae).

## Soorten
- S. admota Draudt, 1931
- S. anselma Schaus, 1924
- S. araguana Draudt, 1931
- S. arimensis Fleming, 1957
- S. astyoche Geyer, 1832
- S. attenuata Hampson, 1905
- S. bipuncta Hampson, 1898
- S. biradiata Felder, 1869
- S. cassandra Linnaeus, 1758
- S. catastibina Butler, 1876
- S. clandestina Zerny, 1912
- S. coccinea Draudt, 1915
- S. concisa Walker, 1854
- S. concisina Bryk, 1953
- S. cretheis Druce, 1883
- S. cryptoleuca Walker, 1854
- S. diaphana Dognin, 1906
- S. diffusa Schaus, 1911
- S. erythroguia Hampson, 1898
- S. fumosa Schaus, 1912
- S. fusca Dognin, 1923
- S. geralda Schaus, 1924
- S. gracula Dognin, 1911
- S. hemiphaea Dognin, 1909
- S. hilda Druce, 1906
- S. incerta Walker, 1856
- S. intensa Walker, 1854
- S. intricata Walker, 1854
- S. lacteata Butler, 1877
- S. lacteipars Dognin, 1914
- S. ladan Druce, 1896
- S. lasiphlebia Dognin, 1906
- S. latens Schaus, 1911
- S. mecrida Druce, 1889
- S. mediorubra Kaye
- S. melanifera Kaye, 1911
- S. melanota Hampson, 1909
- S. mora Druce, 1897
- S. mosca Dognin, 1897

- S. musca Schaus, 1892
- S. myrrha Druce, 1884
- S. myrrhina Draudt, 1931
- S. nigripalpia Hampson, 1898
- S. notabilis Walker, 1854
- S. nox Druce, 1896
- S. ochracea Felder, 1869
- S. ochreiventris Dognin, 1902
- S. pebasa Kaye, 1918
- S. pellucida Schaus, 1892
- S. perspicua Schaus, 1905
- S. phoenicosticta Hampson, 1898
- S. pilipennis Zerny, 1931
- S. rubripuncta Schaus, 1911
- S. salta Schaus, 1894
- S. sanguinea Druce, 1884
- S. sanguisecta Hampson, 1898
- S. sericea Herrich-Schäffer, 1854
- S. stryma Druce, 1884
- S. strymoides Draudt, 1931
- S. submacula Schaus, 1911
- S. temenus Stoll, 1782
- S. tenuis Butler, 1876
- S. tetraema Fabes, 1939
- S. tijuca Schaus, 1892
- S. tipulina Hübner, 1827
- S. triangulifera Druce, 1898
- S. tricolor Schaus, 1905
- S. trichopteraeformis Jörgensen, 1913
- S. tristissima Perty, 1834
- S. vindonissa Druce, 1883
- S. watsoni Rothschild, 1911